# Attijari Finances Corp.
Attijari Finances Corp. est une Banque d'affaires marocaine, filiale du groupe Attijariwafa bank.
Offrant une expertise reconnue dans le conseil en fusions-acquisitions (mandats de conseil à l’achat ou à la vente, conseil financier stratégique, conseil en privatisation...) et dans les activités de marché primaire actions et obligations (introduction en bourse, augmentation de capital, émission d’obligations, de quasi fonds propres...), Attijari Finances Corp. se positionne en leader national et régional des métiers du corporate finance.
Attijari Finances Corp. met à la disposition de sa clientèle une importante capacité d’anticipation imprégnée d’une vision avant-gardiste. Cette subtile combinaison permet à tous ses clients de trouver une solution financière appropriée, fondée sur un savoir-faire éprouvé, une force d’innovation et un renouveau constant.
Attijari Finances Corp. développe, par ailleurs, une approche ciblée sur le Maghreb et l’Afrique francophone, au service d’une clientèle de plus en plus tournée vers l’international.